# 荷兰安置银行

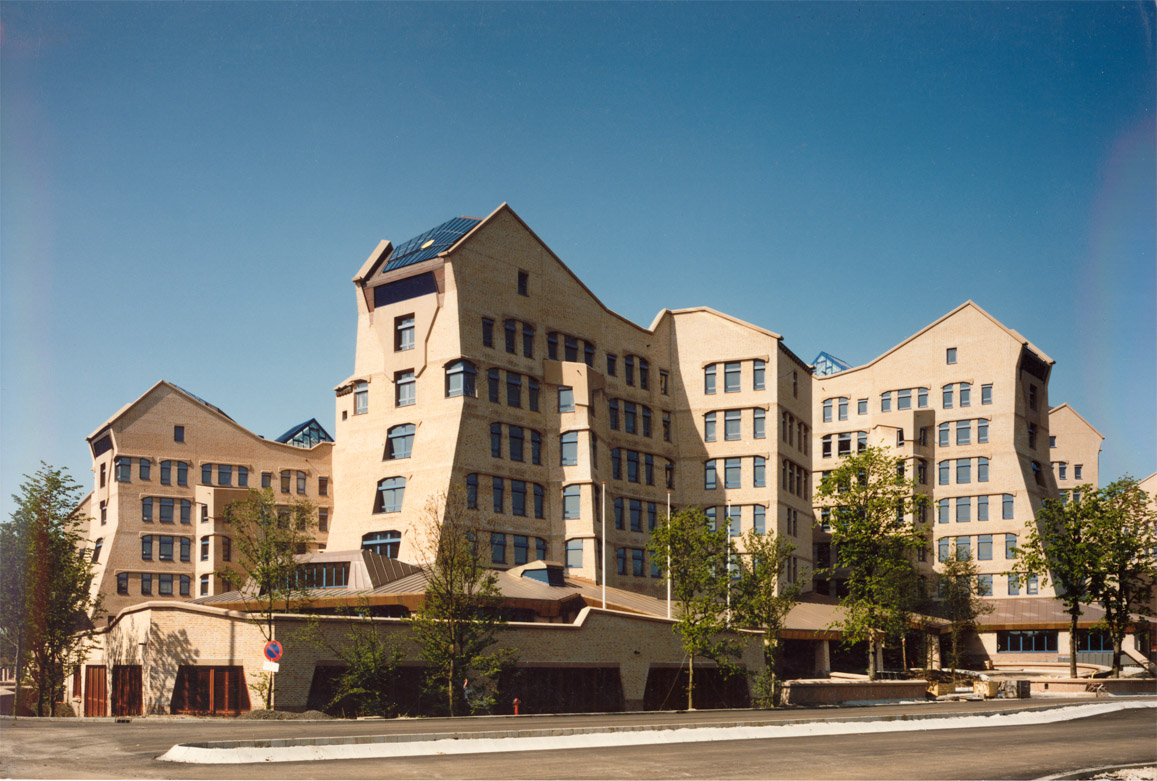
銀行总部

荷兰安智银行是ING集团的一部分。2009年2月，荷兰邮政银行和ING银行合并，成立了现在的荷兰安智银行。

## 銀行業務
- 泰国军人银行 30％
- ING Direct
- 北京银行 13.64%
- 印度Vysya银行
- Capital One Financial Corp 9.9%

2005年3月25日ING将出资17.8亿元入股北京银行，占股权比例的19.9%，每股买入价约为1.79元，而截止2004年底北京银行的每股净资产约为2.1元／股。
2007年6月19日ING集團将出资19.9亿欧元（26.73亿美元）收购土耳其第九大银行Oyak银行，成立于1984年的Oyak银行是土耳其第九大商业银行，该银行在土耳其各地有360家分支机构，雇员5500多人。

## 歷史
荷兰邮政储蓄银行（Rijkspostspaarbank）首先演变为荷兰邮政银行（Postbank），后来再併入ING集团。